# Carol Everett
Carol Everett ist eine US-amerikanische Aktivistin für den Schutz des ungeborenen menschlichen Lebens und setzt sich für ein Verbot der Abtreibung ein. Sie hat mehrere Bücher verfasst und tritt häufig als Rednerin auf. Da sie jahrelang Besitzerin von mehreren Abtreibungskliniken war, ist ihr Zeugnis besonders dramatisch.

## Erfahrungen mit der Abtreibung
Carol Everett war verheiratet und zweifache Mutter, als sie sich 1973 für eine Abtreibung entschied. Bald darauf ließ sie sich scheiden und fand Arbeit im Vertreib medizinischer Produkte. Trotz einer anfänglichen Abneigung gegenüber der Abtreibung wechselte sie nun in eine Abtreibungsklinik im Bundesstaat Texas als Mitarbeiterin; sie stieg zur Verantwortungsträgerin auf. Im Jahr 1983 wurde sie überzeugter Christ und wandte sich von der Arbeit in den Abtreibungskliniken ab. Inzwischen hatte sie selbst drei Kinder abgetrieben und viele persönliche Krisen durchlaufen. Sie widmet sich seither dem politischen Einsatz gegen die legale Fristenregelung.

## Leiterin von Abtreibungskliniken
Nach eigenen Angaben hat Everett sich für die Abtreibungskliniken als Geldanlage entschieden. In den sechs Jahren ihrer Tätigkeit verstand sie sich vor allem als Verkäuferin, die ihre Profite maximieren wollte und darauf zielte, bald Millionärin zu werden. Insgesamt habe sie in vier Kliniken 35.000 Abtreibungen vermittelt, dabei ist eine Frau an den Folgen der Abtreibung gestorben, viele nichtschwangere Frauen wurden operiert, und – so die Überzeugung Everetts – vielen Frauen wurde Schaden zugefügt, nicht geholfen.
In mehreren Büchern und Videos, aber auch vor legislativen Gremien gibt sie Augenzeugenberichte über den Alltag in einer Abtreibungsklinik, die Verkaufsstrategien der dort wirkenden Telefonistinnen und Telefonisten, das berufliche Verhalten der Ärzte und die Begegnungen mit hilfesuchenden Frauen und Mädchen. 1995 gründete sie die The Heidi Group, um schwangere Frauen davon zu überzeugen, ihr Kind auszutragen.

## Bücher
- (mit Valerie Riches): Die Drahtzieher hinter der Sexualerziehung: Sexualerziehung und Manipulation der Gesellschaft. Wie die Abtreibungsindustrie in die Schulen eindringt. Abtsteinach, Aktion Leben, 3. Auflage 2000.
- (mit Jack Shaw): The Scarlet Lady: Confessions of a Successful Abortionist, ISBN 1561210730.

## Video
- An Inside View of the Abortion Industry. Boston, Daughters of St. Paul, 1990.
- Blood Money – Getting Rich off a Woman’s Right to Choose. Nashville, Christian Life Commission of the Southern Baptist Convention, 1993.